# Вескиметса
Ве́скиметса (эст. Veskimetsa — «Мельничный лес») — микрорайон в районе Хааберсти города Таллина, столицы Эстонии. 

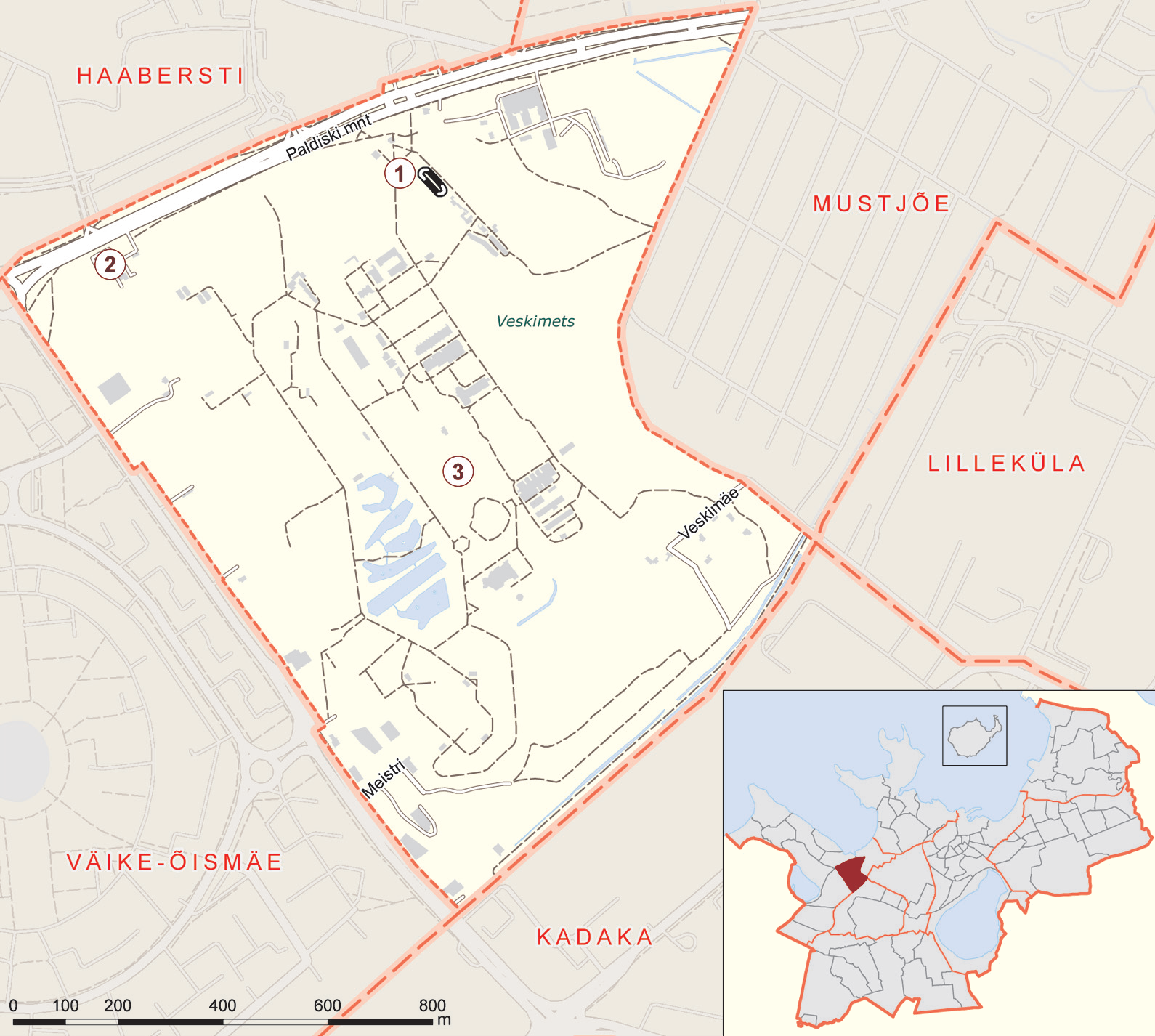
Карта микрорайона Вескиметса

## География
Расположен в северо-западной части Таллина. Граничит с микрорайонами Вяйке-Ыйсмяэ, Кадака, Хааберсти и Мустйыэ. Площадь — 1,4 км². Плотность населения на 1 января 2023 года — 12,1 чел/км². Более 60 % территории микрорайона занимает Таллинский зоопарк.

## Улицы
В микрорайоне проходят улицы Вескилизе, Вескиметса,Вескимяэ, Кыргепинге, Мейстри, Палдиское шоссе, Туулевески, Тулику, Эхитаяте.

## Общественный транспорт
В микрорайоне курсируют городские автобусы маршрутов № 8, 21, 21В, 22, 41, 41B, 42, 46, 47.

## Население
Вескиметса, наряду с Мяэкюла и Мериметса, является одним из микрорайонов Таллина с самым малым числом жителей.
| Численность населения микрорайона Вескиметса на 1 января по данным Регистра народонаселения | Численность населения микрорайона Вескиметса на 1 января по данным Регистра народонаселения | Численность населения микрорайона Вескиметса на 1 января по данным Регистра народонаселения | Численность населения микрорайона Вескиметса на 1 января по данным Регистра народонаселения | Численность населения микрорайона Вескиметса на 1 января по данным Регистра народонаселения | Численность населения микрорайона Вескиметса на 1 января по данным Регистра народонаселения | Численность населения микрорайона Вескиметса на 1 января по данным Регистра народонаселения | Численность населения микрорайона Вескиметса на 1 января по данным Регистра народонаселения |
| 2008                                                                                        | 2010                                                                                        | 2011                                                                                        | 2012                                                                                        | 2013                                                                                        | 2014                                                                                        | 2015                                                                                        | 2016                                                                                        |
| ------------------------------------------------------------------------------------------- | ------------------------------------------------------------------------------------------- | ------------------------------------------------------------------------------------------- | ------------------------------------------------------------------------------------------- | ------------------------------------------------------------------------------------------- | ------------------------------------------------------------------------------------------- | ------------------------------------------------------------------------------------------- | ------------------------------------------------------------------------------------------- |
| 16                                                                                          | →16                                                                                         | ↗18                                                                                         | ↘17                                                                                         | →17                                                                                         | →17                                                                                         | ↘16                                                                                         | →16                                                                                         |
| 2017                                                                                        | 2018                                                                                        | 2019                                                                                        | 2020                                                                                        | 2021                                                                                        | 2022                                                                                        | 2023                                                                                        |                                                                                             |
| →16                                                                                         | →16                                                                                         | →16                                                                                         | ↗20                                                                                         | →20                                                                                         | ↘17                                                                                         | →17                                                                                         |                                                                                             |

## История
В годы существования городской мызы Хаберсти (Хааберсти), земли которой находились на территории современного микрорайона, которому она дала своё имя, на территории Вескиметса работала принадлежавшая мызе ветряная мельница. Производимой ею мукой выплачивалась часть жалования муниципальным служащим — от ратушных писарей до учителей гимназий. От этой мельницы и произошло название окружавшей её местности.
В 1915 году власти города Ревеля решили создать на возвышенности Вескимяги колонию-приют для воинов-инвалидов, вернувшихся с войны, и членов их семей. Планировалось возвести четыре квартирных дома для семейных, два квартирных дома для холостяков, общежитие на 36 комнат со столовой и залом-читальней, прачечную, баню и детскую площадку. Но реализации этих планов помешали ухудшение ситуации на фронте и последовавшая за ним революция.
В годы Первой Эстонской республики в районе современного Вескиметса было обустроено место для отдыха горожан. Здесь продавались напитки и закуски, были места для отдыха на траве, тропинки, гуляя по которым можно было встретить зайцев, куропаток и множество разных птиц. После Второй мировой войны популярность Вескиметса, как места проведения выходного дня, снизилась. До середины 1950-х годов там ещё проводили школьные экскурсии, а затем были построены склады военно-морского флота СССР, и эта территория стала закрытой для посещения.
Как микрорайон, Вескиметса был основан в 1950–х годах и получил название в честь своей главной улицы — улицы Вескиметса. Та, в свою очередь официально получила своё название в 1958 году. Название происходит от леса, который рос на холме Вескимяэ, к югу от Палдиского шоссе. 
Весной 1962 года архитектор Екатерина Вершовская приступила к проектированию будущего таллинского зоопарка в Вескиметса. Однако процесс проектирования, реализации проекта и переезда зоопарка на новое место завершился лишь 21 год спустя — 26 июня 1983 года.

## Галерея

Микрорайон Вескиметса
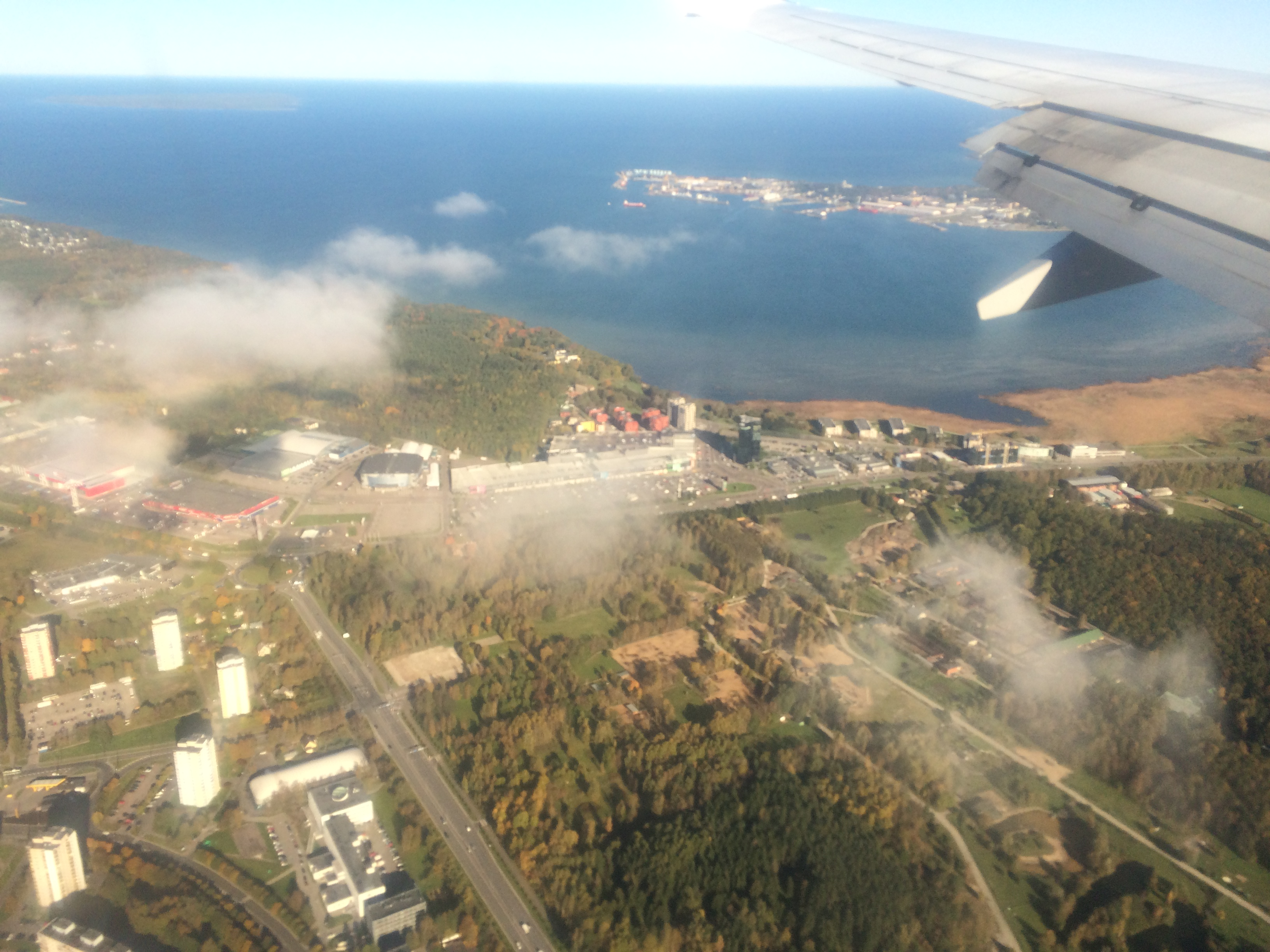
Вид на микрорайон с воздуха (в центре)
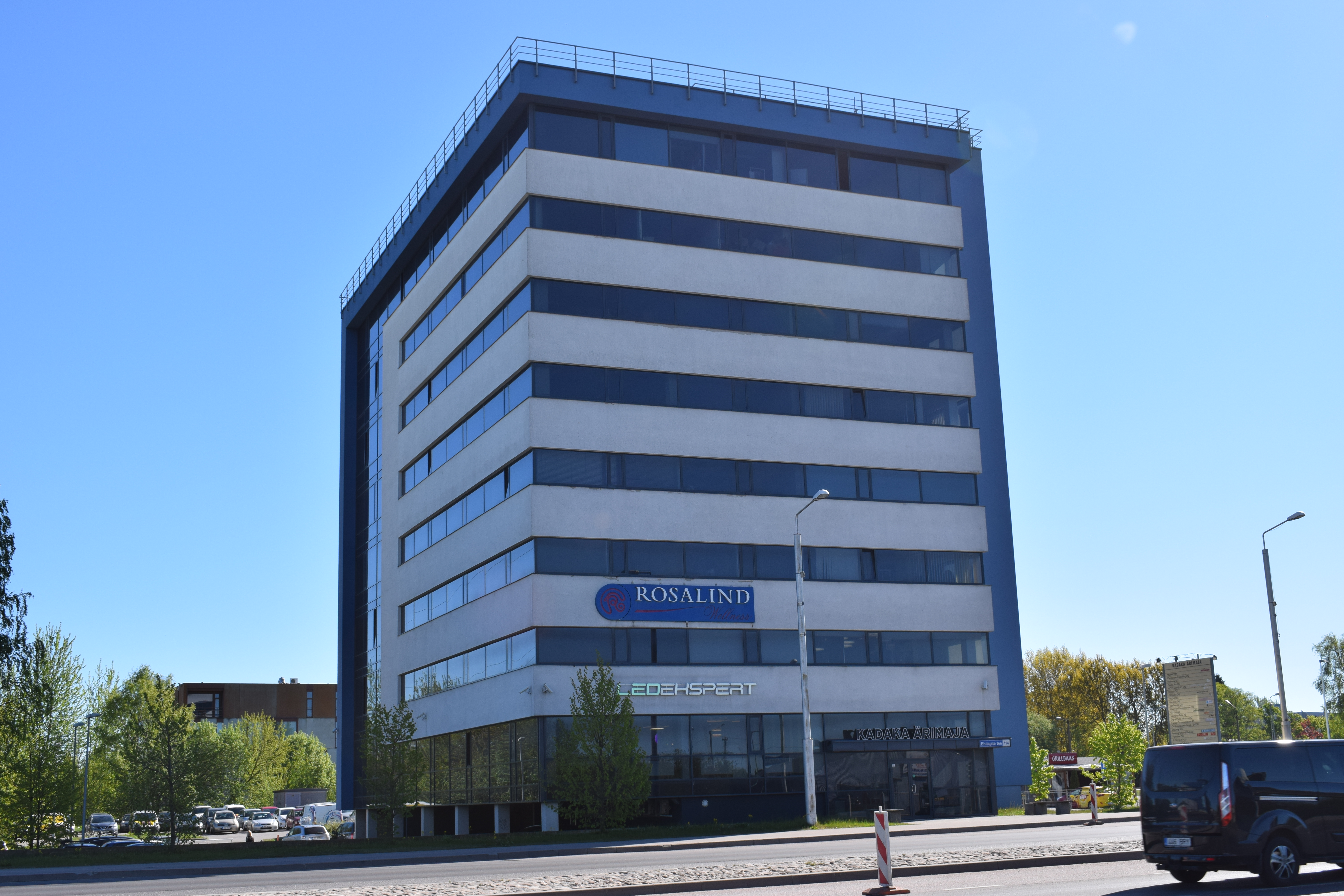
Бизнес-дом «Кадака», ул. Эхитаяте 114
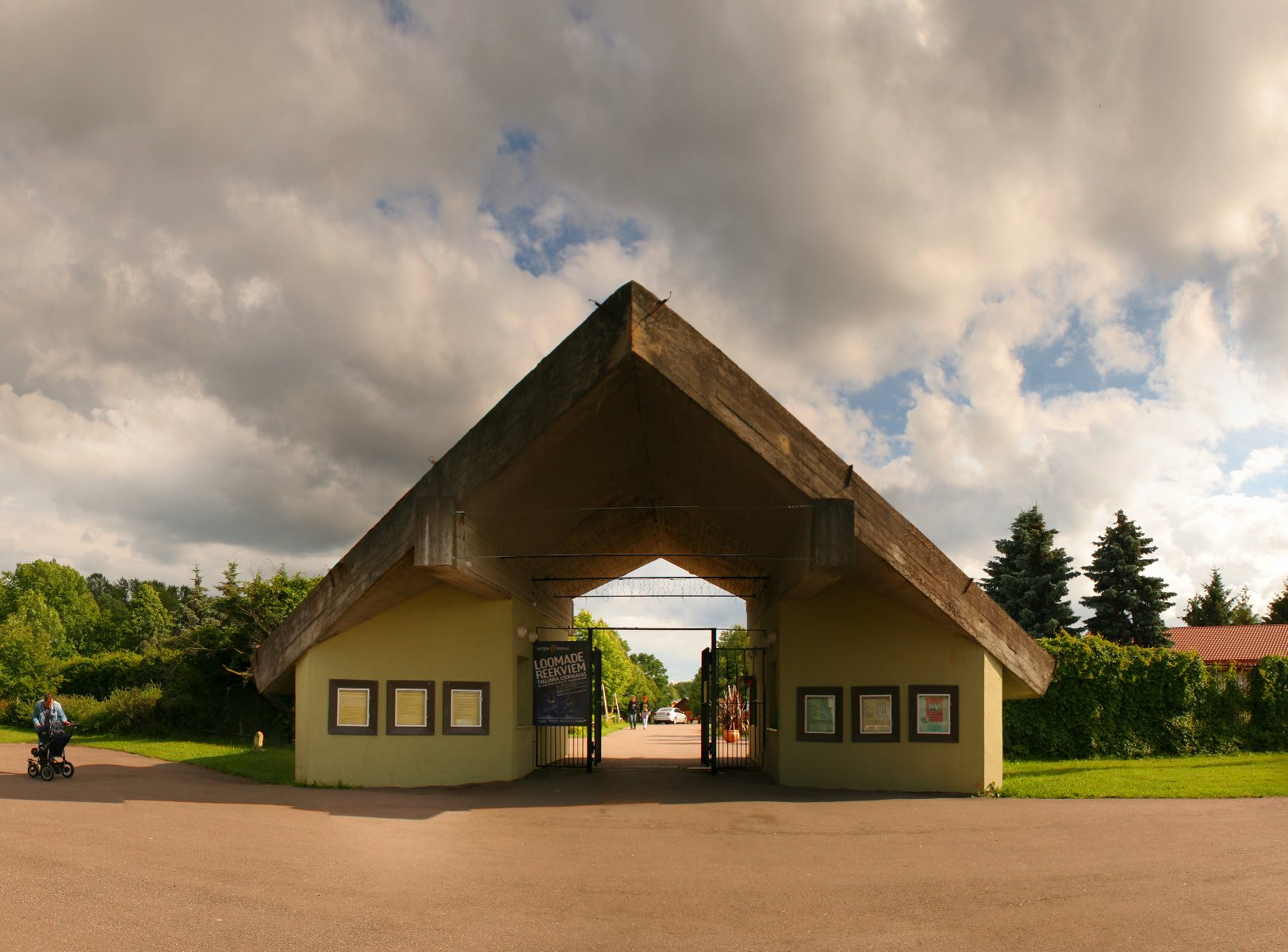
Главные ворота Таллинского зоопарка
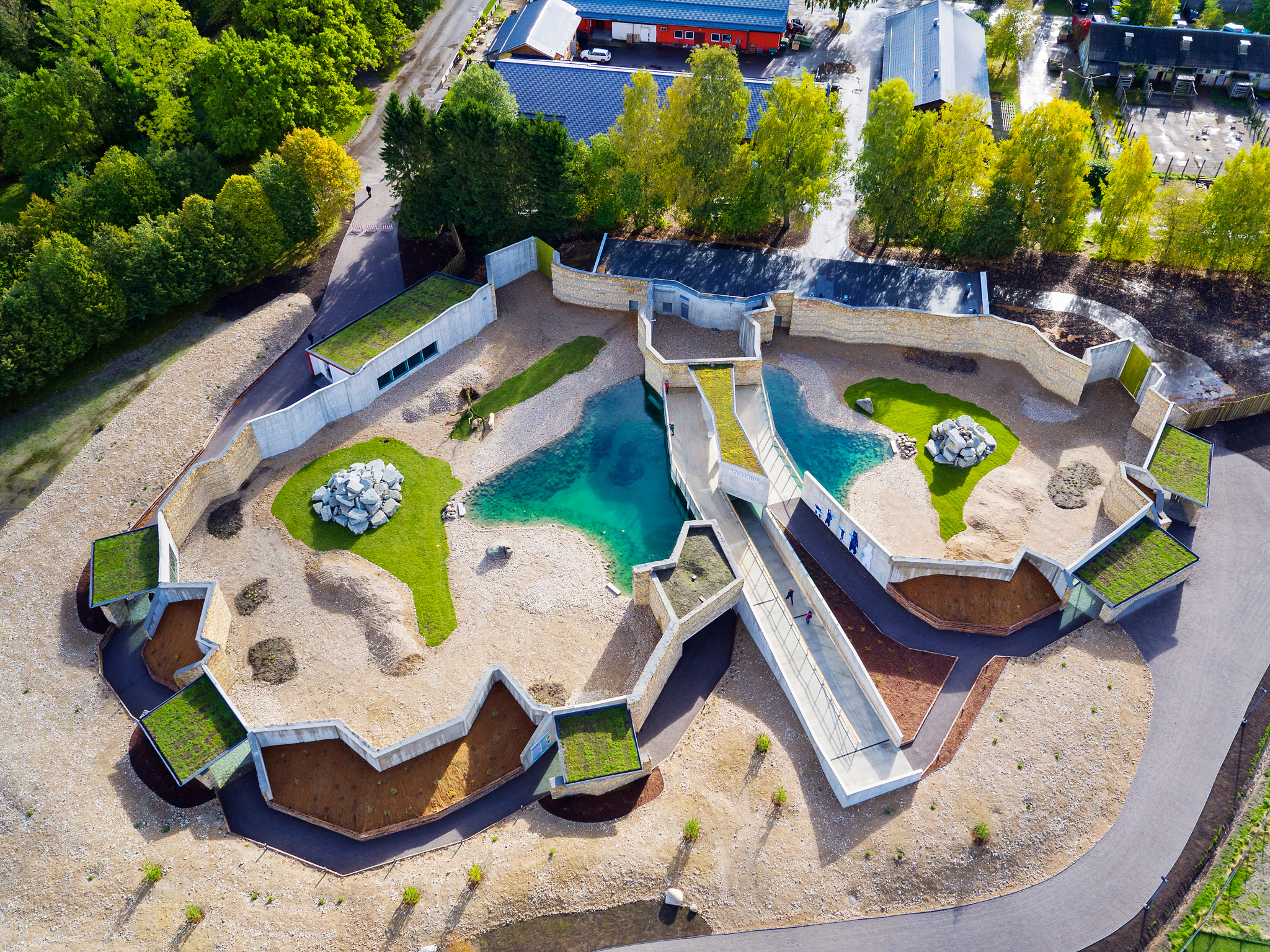
«Мир белых медведей» в Таллинском зоопарке

## Комментарии
1. ↑  Эстонские топонимы, оканчивающиеся на -а, в русском языке не склоняются[7], а род получают по родовому слову, например, деревне присваивается женский род, хотя в эстонском языке нет категории рода.